# Sky Express
CJSC Sky Express (del ruso: ЗАО «Небесный Экспресс»), conocida simplemente como Sky Express y en ruso como Скай Экспресс, fue una aerolínea rusa de bajo costo. Su base principal era el Aeropuerto Internacional de Sheremetyevo en Moscú, Rusia. Sky Express fue la primera aerolínea en centrarse en un servicio de bajo costo en Rusia. Operó a partir de enero de 2007 hasta octubre de 2011.

## Historia
La aerolínea fue fundada en marzo de 2006 por un consorcio de inversores que incluía a KrasAir, EBRD, Altima Partners y otros, convirtiéndose en la primera aerolínea de bajo costo de Rusia. El primer vuelo despegó el 29 de enero entre Moscú y Sochi.

### Fusión con Kuban Airlines
Tan solo 20 días después de que la otra compañía aérea de bajo coste de Rusia, Avianova, cesara sus operaciones, Sky Express también decidió detener todos los vuelos desde el 29 de octubre de 2011. Su flota y nombre de marca fueron transferidos a Kuban Airlines.

## Destinos

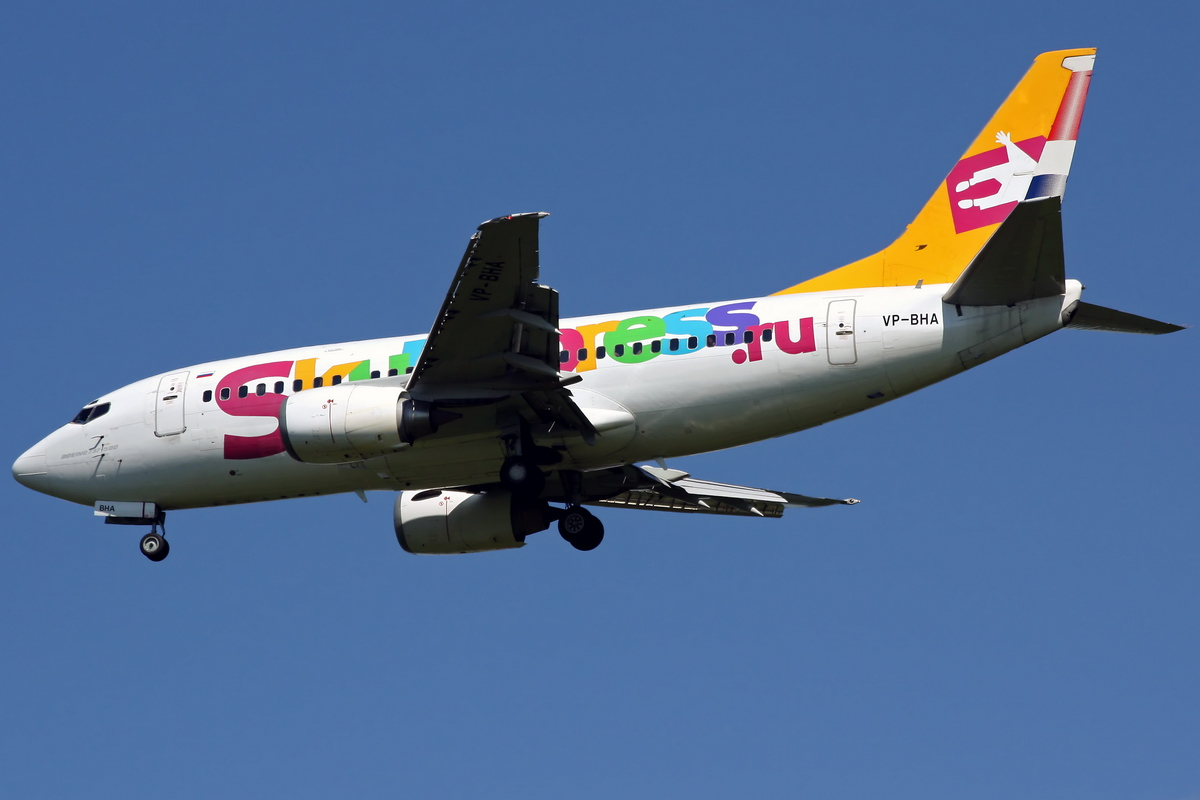
Un Boeing 737-500 de Sky Express aterrizando en el Aeropuerto de Vnúkovo, Rusia. (2010)

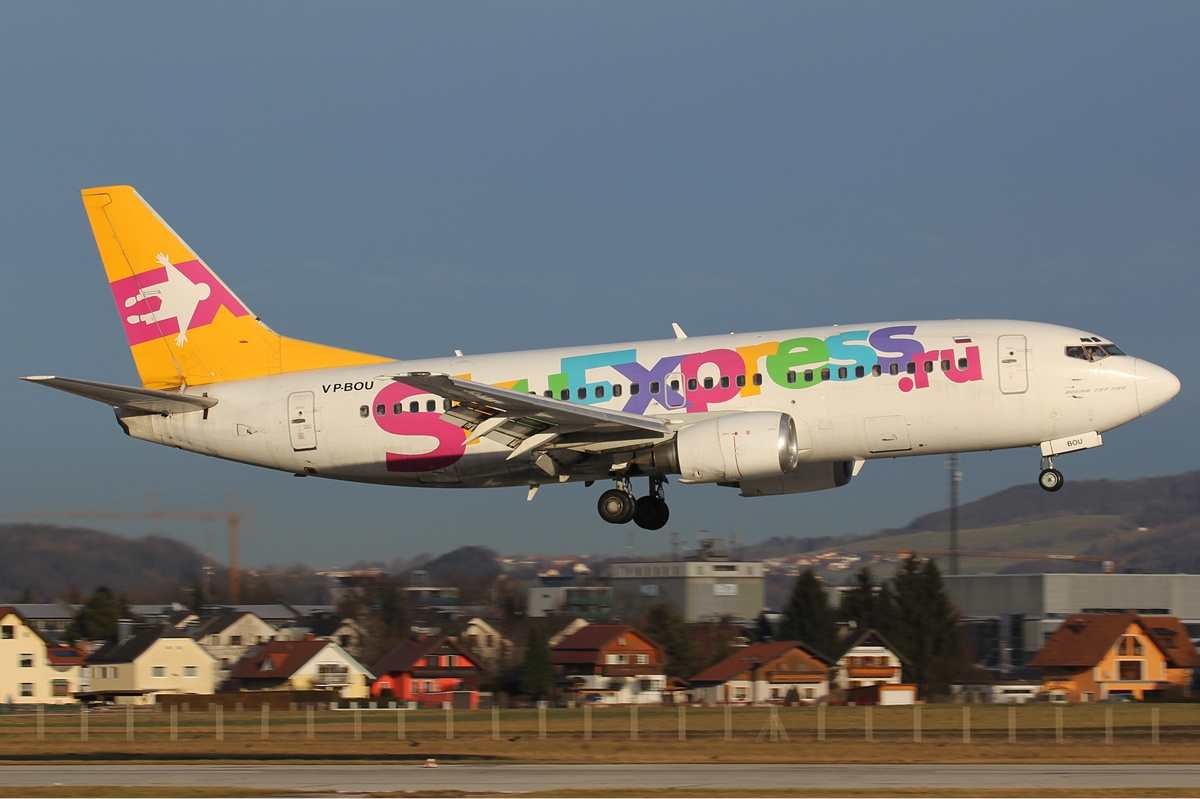
Boeing 737-300 de Sky Express aterrizando en el Aeropuerto de Salzburgo, Austria. (2012)

A marzo de 2011, Sky Express sirvió a los siguientes destinos:

### Vuelos regulares
- Rusia
  - Anapa - Aeropuerto de Anapa
  - Cheliábinsk - Aeropuerto de Cheliábinsk
  - Gelendzhik - Aeropuerto de Gelendzhik [desde el 4 de julio]
  - Kaliningrado - Aeropuerto Khrabrovo
  - Krasnodar - Aeropuerto Internacional de Krasnodar
  - Moscú - Aeropuerto de Vnúkovo (Base)
  - Múrmansk - Aeropuerto de Murmansk
  - Oremburgo - Aeropuerto de Oremburgo-Central
  - Perm - Aeropuerto de Perm-Bolshoye Sávino
  - Rostov del Don - Aeropuerto de Rostov del Don
  - San Petersburgo - Aeropuerto Púlkovo
  - Sochi - Aeropuerto Internacional de Sochi
  - Tiumén - Aeropuerto Internacional de Tiumén-Roschino
  - Ekaterimburgo - Aeropuerto de Ekaterimburgo-Koltsovo

### Vuelos chárter
Además, Sky Express operó vuelos chárter de carácter estacional a los siguientes destinos durante el verano de 2009 y 2010:
- Finlandia (invierno 2009-2010)
  - Kuusamo - Aeropuerto de Kuusamo
  - Rovaniemi - Aeropuerto de Rovaniemi
- Grecia
  - Heraclión - Aeropuerto Internacional Nikos Kazantzakis
  - Corfú - Aeropuerto Internacional de Corfú-Ioannis Kapodistrias
  - Rodas - Aeropuerto Internacional de Rodas-Diágoras
- Hungría
  - Sármellék - Aeropuerto de Hévíz-Balaton
- Montenegro
  - Tivat - Aeropuerto de Tivat
- España
  - Ibiza - Aeropuerto de Ibiza
- Macedonia del Norte
  - Ohrid - Aeropuerto de Ohrid
- Suecia
  - Östersund - Åre/Östersund (invierno 2009-2010)
- Turquía
  - Estambul - Aeropuerto Internacional Atatürk

## Flota

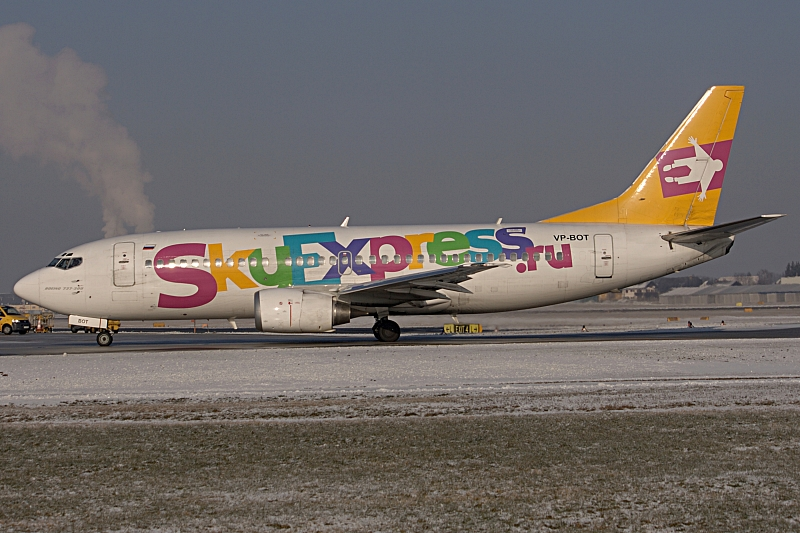
Boeing 737-300 de Sky Express

La flota de Sky Express consistió en los siguientes aviones hasta noviembre de 2011: